# Sven Alkalaj
Sven Alkalaj (hebr. סוון אלקלעי; Sarajevo, 11. novembar 1948) bosanskohercegovački je političar, diplomata i trenutni stalni predstavnik Bosne i Hercegovine pri Ujedinjenim nacijama od 5. jula 2019. godine.
Obavljao je funkciju ministra spoljnih poslova od 2007. do 2012. godine, izvršnog sekretara Ekonomske komisije Ujedinjenih nacija za Evropu između 2012. i 2014. godine i ambasadora Bosne i Hercegovine u SAD od 1994. do 2000. godine.
Član je bošnjačke nacionalističke i unitarističke Stranke za Bosnu i Hercegovinu, a jedan je od pripadnika jevrejske sefardske manjinske zajednice u Bosni i Hercegovini.